# Коле ди Дентро (Болцано)
Коле ди Дентро је насеље у Италији у округу Болцано, региону Трентино-Јужни Тирол.
Према процени из 2011. у насељу је живело 74 становника. Насеље се налази на надморској висини од 1234 м.